# (37445) 3056 P-L
3056 P-L (asteroide 37445) é um asteroide da cintura principal. Possui uma excentricidade de 0.13490410 e uma inclinação de 7.19790º.
Este asteroide foi descoberto no dia 24 de setembro de 1960 por Cornelis Johannes van Houten e Ingrid van Houten-Groeneveld e Tom Gehrels em Palomar.